# Bewaldeth Beck
Der Bewaldeth Beck ist ein Wasserlauf im Lake District, Cumbria, England.
Der Bewaldeth Beck entsteht am westlichen Rand des Weilers Bewaldeth. Er fließt in westlicher Richtung, bis er östlich von Sunderland mit dem Scalegill Beck und Black Beck den Blumer Beck bildet.

## Quelle
- West Cumbria, Cockermouth & Wast Water (= Landranger Map. Band 89). Ordnance Survey, Southampton 2011, ISBN 978-0-319-23205-7.